# 密陽朴氏
密陽朴氏，朝鮮的氏族之一，本貫慶尚南道的密陽市，在韓國是僅次於金海金氏的第二大氏族，也是朴姓最大的支系。韓國的朴姓當中70%以上屬於該本貫。
始祖是統一新羅末期的第54代王景明王長子密城大君朴彦忱，朴彦忱是新羅第一代王朴赫居世居西干的30世孫。
他的後裔高麗大臣朴彦孚所屬的門下侍中公派，下有十餘支分支。

## 著名人物
- 朴殷植（1859－1925），朝鮮獨立運動家，韓國臨時政府第二代總統
- 朴始昌（1903－1986），前國民革命軍上校、韓國陸軍少將
- 朴忠勛（1919－2001），前韓國總理
- 朴維徹（日语：朴維徹）（1938－），前韓國國家報勳處處長、光復會會長
- 朴根瀅（1940－），韓國男演員
- 朴智元（1942－），韓國政治家
- 利特（朴正洙）（1983－），韓國男子組合Super Junior隊長
- 朴有天（1986－），韓國著名男歌手、男演員（為前JYJ組合成員）
- 素珍（1986-），韓國女子組合Girl's Day成員
- 朴初瓏（1991－），韓國女子組合Apink成員
- 朴炯植 (1991-)，韓國男演員、男子組合ZE:A成員
- 朴燦烈（1992－），韓國男子組合EXO成員
- 朴珍榮（1994－），韓國男子組合GOT7成員
- 朴智旻（1995－），韓國男子組合防彈少年團BTS成員
- 朴池原（1998－），韓國女子組合fromis_9成員
- 朴志訓（1999－），韓國男歌手、演員
- 朴佑鎭（1999－），韓國男子組合AB6IX 成員
- 朴敏赫（1999－），韓國男子組合ASTRO成員
- 朴成訓（2002--）,韓國男子組合ENHYPEN 成員
- 朴慜柱  ( 2004－)   ,  韓國女子組合ILLIT成員
- 朴乾煜（2005－），韓國男子組合ZEROBASEONE成員

1. ↑  . kostat.go.kr.   [2022-07-07]. （原始内容存档于2022-07-08）.